# Kentaxon

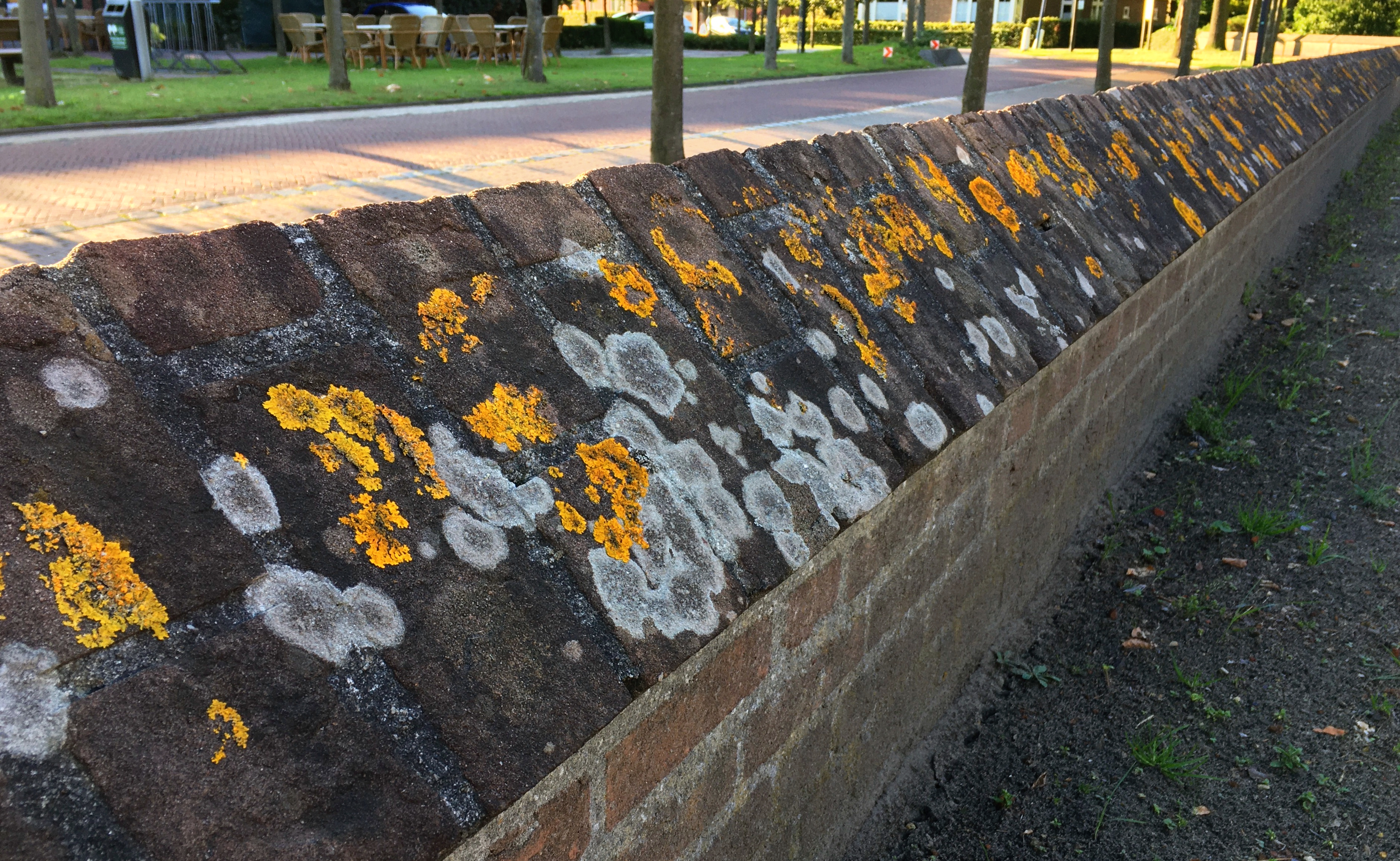
De associatie van oranje dooiermos, gedomineerd door de twee kensoorten oranje dooiermos en kastanjebruine schotelkorst.

Een kentaxon is een taxon dat binnen een bepaald syntaxon een veel grotere presentie, een hogere gemiddelde abundantie of hogere trouwgraad heeft dan in andere syntaxa. Meestal heeft een kentaxon de taxonomische rang van een soort; in dit geval spreekt men van een kensoort. Veel minder vaak hebben kentaxa een andere taxonomische rang dan de soort; meestal gaat het dan om een ondersoort of een genus.

## Voorbeelden van kentaxa van verschillende taxonomische niveaus
Hieronder worden van kentaxa van drie verschillende taxonomische rangen steeds twee voorbeelden gegeven.
Kentaxa op het niveau van geslacht
- ruppia (Ruppia) geldt als kentaxon voor de ruppia-klasse
- Menyanthes geldt als kentaxon voor de klasse van kleine zeggen

Kentaxa op het niveau van soort
- boslathyrus (Lathyrus sylvestris) geldt als kentaxon voor de associatie van dauwbraam en marjolein
- slijkgroen (Limosella aquatica) geldt als kentaxon voor de slijkgroen-associatie

Kentaxa op het niveau van ondersoort
- gewone hoornbloem (Cerastium fontanum subsp. vulgare) geldt als kentaxon voor de klasse van matig voedselrijke graslanden
- stijve moerasweegbree (Baldellia ranunculoides subsp. ranunculoides) geldt als kentaxon voor de oeverkruid-klasse

## Kentaxa en syntaxonomische niveaus
Kentaxa kunnen – met uitzondering van de subassociatie – voor alle syntaxonomische niveaus worden aangewezen. In synoptische tabellen en vegetatieopnamen worden kentaxa aangeduid met een 'k' (met kleine letter) gevolgd door de eerste letter (met hoofdletter) van het desbetreffende syntaxonomische niveau.
- kK = kentaxon voor de klasse
- kO = kentaxon voor de orde
- kV = kentaxon voor het verbond
- kA = kentaxon voor de associatie

Meestal is de benaming van een syntaxon gebaseerd op de belangrijkste aspectbepalende kentaxa van het syntaxon. Zo is bijvoorbeeld de zeegras-klasse (Zosteretea) vernoemd naar het geslacht zeegras (Zostera) dat een kentaxon voor deze klasse is. Een ander voorbeeld is de associatie van struikhei en stekelbrem (Genisto anglicae-Callunetum) waarbij stekelbrem (Genista anglica) een kensoort voor de associatie is en struikhei (Calluna vulgaris) een kensoort voor de bovenliggende klasse van deze associatie. 

## Exclusieve en preferente kentaxa
Het 'ideale' kentaxon is een exclusief taxon; deze komt slechts één enkel syntaxon voor. Een kentaxon dat niet exclusief is, maar waarvan de presentie, abundantie en/of de trouw in een bepaald syntaxon opvallend groter is dan in alle andere eenheden (een preferent taxon), kan met de nodige voorzichtigheid eveneens als kentaxon worden gebruikt: een preferent kentaxon.